# Руновщанський район (Красноградська округа)
Руновща́нський райо́н (також Рунівський, Руновщинський) — адміністративно-територіальна одиниця УСРР з центром у Рунівщині, що існувала 7 березня 1923 до 30 вересня 1925 року. 

## Історія
Район утворено 7 березня 1923 у складі Красноградської округи з Русько-Орчиківської і  Орчиково-Чернещинської волостей Красноградського повіту Полтавської губернії, які раніше входили до складу Руновщинської волості. Кількість сільрад скорочено з 9 до 5. Станом на 7 вересня 1923 року район складався з таких сільрад: Климівської, Орчиково-Чернещинської, Педашівської, Руновщанської та Русько-Орчиківської, загальною чисельністю населення 20 749 жителів. 
У 1925 році після ліквідації Красноградської округи район передано Полтавській окрузі. 
28-30 липня 1925 р. на розширеному пленумі Полтавського окрвиконкому було визнано недоцільним існування Руновщанського району з причин економічної слабкості (населення на той момент — 20 725 душ і площа — 22 514 десятин) і відсутності в районі населеного пункту, який би в господарському і культурному відношенні задовольняв потреби районного центру, та ухвалено ліквідацію Руновщанського району. Руновщанський райвиконком постановив перевести районні органи влади в Зачепилівку, до якої тяжіли довколишні села та інші поселення, об'єднавши частину Руновщанського району з Зачепилівським районом і передавши решту Карлівському району. Ухвалу Полтавського окрвиконкому про ліквідацію Руновщанського району було затверджено Постановою ВУЦВК і РНК УСРР від 30 вересня 1925 року.  Руновщанський (Рунівський) район було розформовано, 4 з 5 його сільрад перечислено до Зачепилівського району, а 1 — до Карлівського району Полтавської округи.